# Coelorinchus amirantensis
Coelorinchus amirantensis es una especie de pez de la familia Macrouridae en el orden de los Gadiformes.

## Morfología
• Los machos pueden llegar alcanzar los 52,5 cm de longitud total.

## Hábitat
Es un pez de aguas profundas que vive entre 950-1900 m de profundidad.

## Distribución geográfica
Se encuentra en las Seychelles.